# Церковь Рождества Христова (Волоколамск)
Церковь Рождества Христова — приходской храм Одинцовской епархии Русской православной церкви в городе Волоколамске Московской области.
Адрес: город Волоколамск, Революционная улица, 7.

## История
В начале XVII века на этом месте существовал деревянный храм во имя преподобного Сергия Радонежского. Во второй половине этого же столетия, в 1653 году, был построен деревянный храм во имя Рождества Христова с приделом преподобного Сергия. В первой половине XVIII века деревянное здание церкви несколько раз горело, и в 1776 году по благословению епископа Переяславского Феофилакта (Горского) было сооружено новое здание каменной двухпрестольной церкви. Средства на её строительство выделили московский купец Алексей Петров и волоколамский мещанин Иосиф Калинин.
Церковь — одноглавая, в стиле провинциального классицизма.

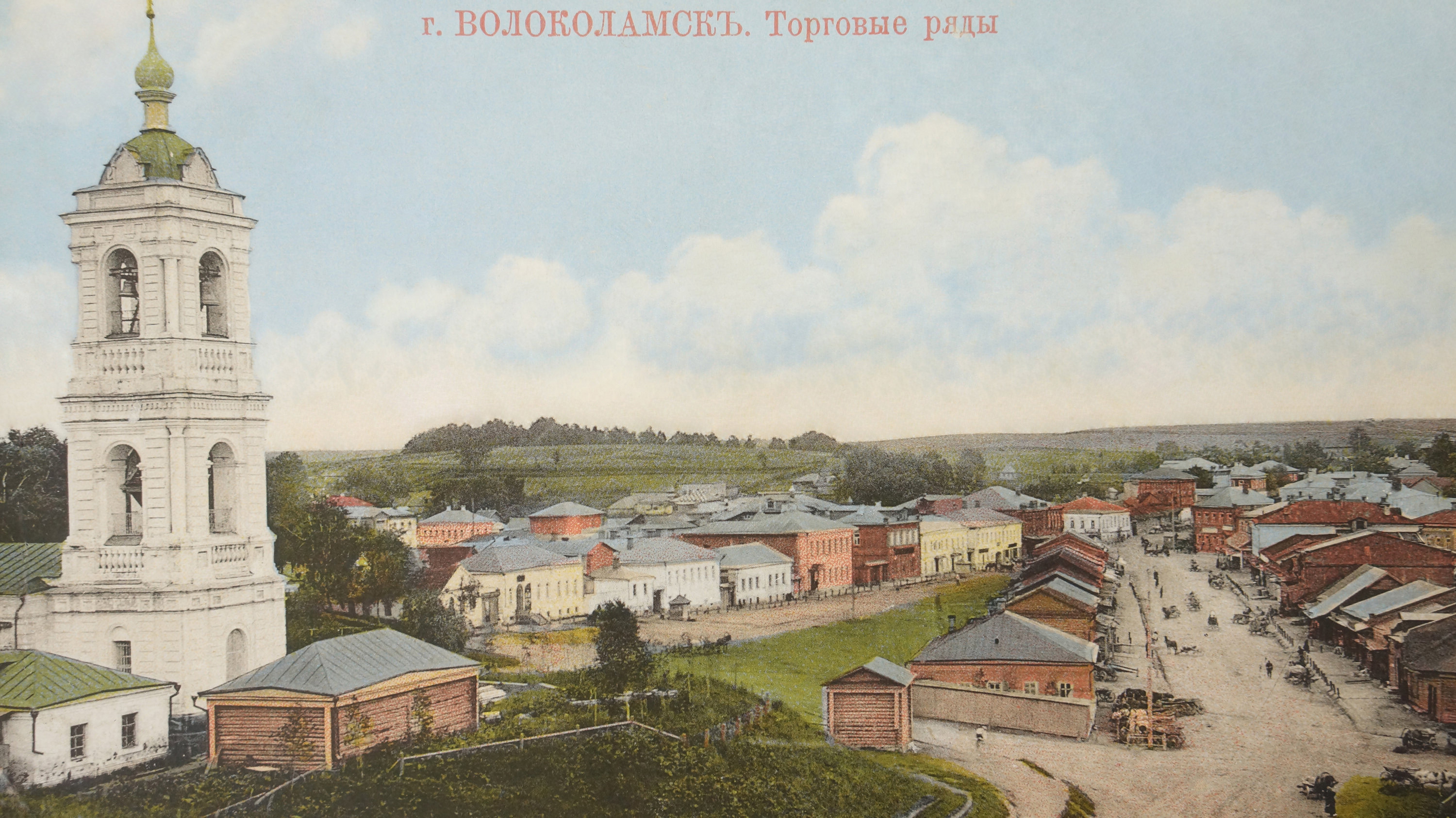
Колокольня церкви Рождества Христова. Фото до 1917 года

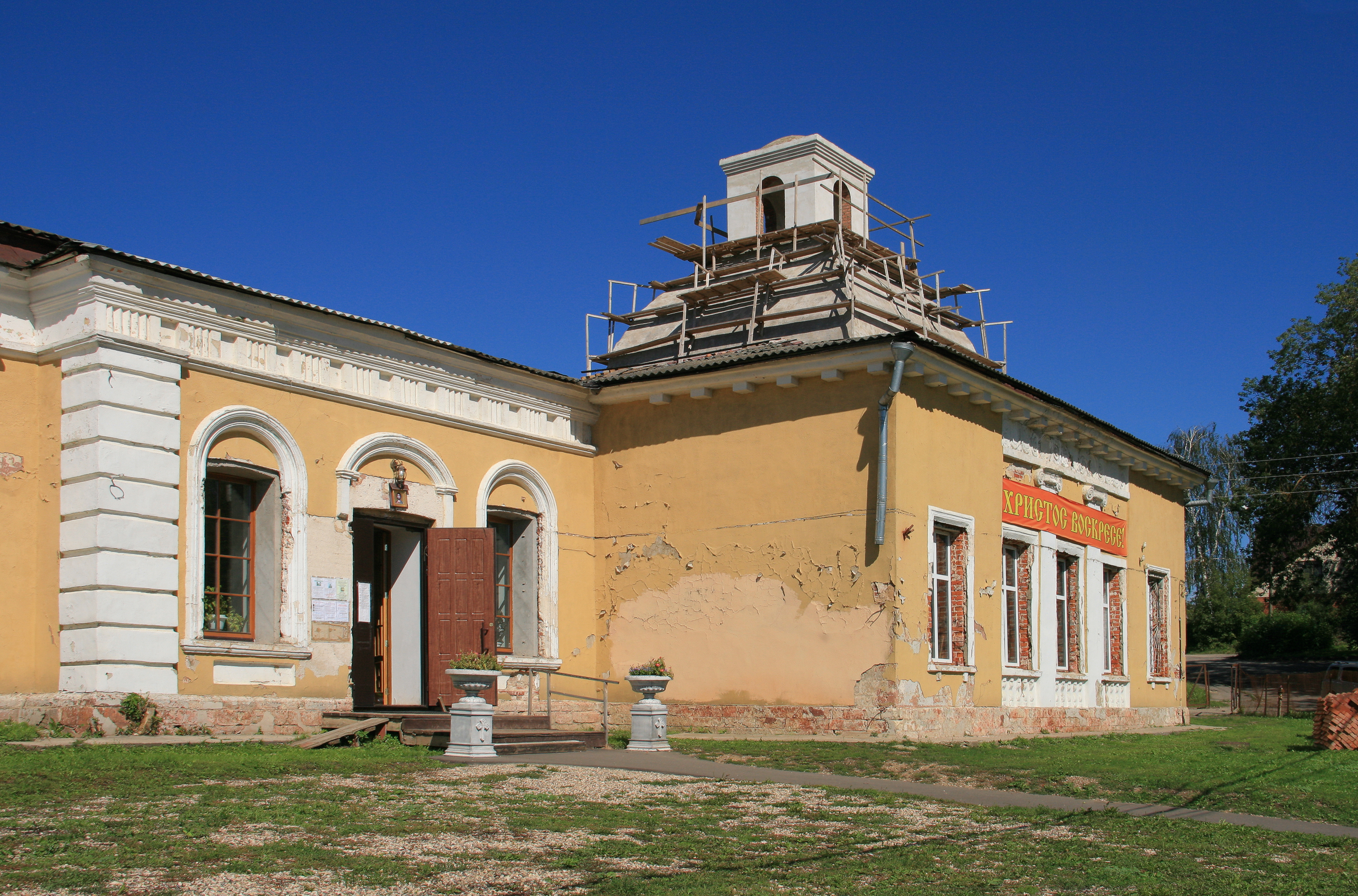
Восстанавливаемый храм, 2016 год

С ростом церковного прихода в первой половине XIX века потребовалась перестройка храма. В 1835 году по благословению митрополита Филарета была разобрана трапезная и устроены приделы преподобного Сергия (северный), а также иконы Божией Матери «Всех скорбящих радость» (южный). Были построены также новая колокольня и каменная одноэтажная богадельня. Средства на эти работы выделили церковный староста, волоколамский купец 3-й гильдии Иван Смирдин и почётный гражданин города Иван Баженов. В 1900 году по проекту московского архитектора Вячеслава Жигардловича были перестроены колокольня и паперть, сооружена новая каменная ограда и сторожка.
В советское время храм был закрыт и сильно перестроен. От колокольни остался только нижний ярус, были уничтожены ограда и богадельня. Здание значительно пострадало и в период Великой Отечественной войны. После войны церковное здание занимали различные административные учреждения. В настоящее время волоколамская церковь Рождества Христова восстанавливается. В ней ведутся службы, имеется библиотека.